# 射精管閉塞
射精管閉塞（しゃせいかんへいそく、英: Ejaculatory duct obstruction, EDO）とは、一方または両方の射精管の閉塞を特徴とする病態である。そのため、精液（の殆どの成分）の流出が不可能となる。先天性のものと後天性のものがある。男性不妊および/または骨盤痛の原因である。射精管閉塞は精管閉塞とは異なる。

## 原因
両方の射精管が完全に閉塞している場合、罹患者は無精液症や無精子症による男性不妊を示す。精嚢のゲル状液体を欠く極少量の精液しか出ない、あるいは精液が全く出ない状態となるが、骨盤筋の不随意収縮を伴うオーガズムの感覚を得ることはできる。これは、他の幾つかの無射精症とは対照的である。
更に、射精管閉塞は射精直後の骨盤痛の原因となることが報告されている。不妊は証明されているが骨盤痛が未解決の場合、射精管の一方または両方の部分的閉塞が、骨盤痛や乏精子症の原因となっていることがある。
射精管閉塞の結果、精液がまったく出ない場合（無精液症）、または精液の量が非常に少なくなる場合（乏精子症）、射精管の開口部より下流にある前立腺付属器官からの分泌物のみを含む場合がある。
ミュラー管嚢胞により引き起こされることが多い先天性の閉塞の他、前立腺炎、前立腺結核、クラミジア感染症、その他の病原体による炎症を原因とする閉塞が起こることもある。また、結石が射精管を機械的に閉塞し、不妊症に繋がる症例も報告されている。しかし、多くの患者では炎症の既往歴がなく、根本的な原因は不明のままである。

## 診断
精液の量が少なく薄い/水っぽい（乏精子症）、または精液が全く出ない（(オーガズムを伴う/伴わない) 無精液症）は、精液の量に最も寄与する精嚢の下流に障害があることの論理的帰結である。通常、男性はマスターベーションの際に、精液が薄く/水っぽく量が少ないことを自分で観察できる。精嚢には果糖を豊富に含む粘性のあるアルカリ性の液体が含まれているため、罹患男性の精液を化学的に分析すると、果糖の濃度が低く、pHも低い。顕微鏡による精液分析で、乏精子症/無精子症が観察できる。
これとは対照的に、輸精管の両方が閉塞している場合（意図的な不妊手術の結果である可能性がある）、精液検査では乏精子症/無精子症が発見されるが、精嚢からの流出が妨げられていないため、精液の量は概ね正常である。これは、精液の体積の約80％が精嚢に由来するゲル状の液体であるのに対し、精子を含む精巣/精巣上体からの分画は精液の体積の5～10％に過ぎないことによる。更に、精管閉塞が無精子症の原因である場合、果糖は主に精嚢に貯蔵された液体に由来するため、精液中の果糖濃度も正常となる。 精嚢に精子があっても精液中に精子がない場合、精嚢の下流に障害があるはずで、射精不能や無精液症の他の原因（逆行性射精など）が除外されていれば、射精管が閉塞している可能性が非常に高い。
経直腸的超音波検査（TRUS）やMRIなどの画像診断、あるいは経直腸的な精嚢の針吸引によって射精管閉塞を診断しようと試みられることがある。しかし、経直腸超音波検査の感度は約50％と比較的低いため、開口部周辺の嚢胞の有無を確認するツールに過ぎず、他の原因による射精管閉塞を除外するには不充分である。原因不明の低容量無精子症の約50％において、MRIやTRUSでは病理学的所見が得られない。射精管が閉塞するため、射精管閉塞患者では精嚢の増大がしばしばみられる。しかし、これも射精管閉塞の証明にはならず、また、精嚢の大きさが正常であることが射精管閉塞を否定するものでもない。

## 治療

バルーン拡張のイメージ（図は血管形成術）

射精管閉塞の治療法として、経尿道的射精管切除術（TURED）がある。この手術法は比較的侵襲的で、重篤な合併症も生じ得るが、治療した男性の約20％がパートナーの自然妊娠に至っている。欠点は、尿道への射精管開口部の弁が破壊され、尿が精嚢に逆流する可能性があることである。もう一つ、経直腸的または経尿道的に挿入されたバルーンカテーテルによる射精管の再開通が実験的に実施されている。侵襲性は遥かに低く、射精管の解剖学的構造も保たれるが、この方法もおそらく合併症が全くない訳ではなく、成功率は不明である。バルーン拡張による射精管再開通の成功率を調査する臨床研究が進行中である。
通常、罹患男性の精巣での精子生産は正常であるため、精巣内精子採取（TESE）などで精巣から直接精子を採取したり、精嚢から（針吸引で）精子を採取した後、体外受精などの生殖補助医療に供される。この場合、精子採取以降の殆どの治療（卵巣刺激や経膣的卵子採取など）はパートナーの女性の負担となる。

## 有病率
射精管閉塞は男性不妊症の1～5％の根本原因であり、比較的稀な原因である。